# 드래곤 길들이기 3
《드래곤 길들이기 3》(영어: How to Train Your Dragon: The Hidden World)는 2019년 공개된 미국의 애니메이션 영화이다. 2010년 《드래곤 길들이기》, 2014년 《드래곤 길들이기 2》의 속편으로, 시리즈의 마지막 작품이 되었다. 딘 드블루아가 감독과 각본을 맡았다. 수차례 개봉을 연기한 끝에 개봉일자가 2019년 2월 22일로 잡혔다.

## 줄거리
족장이 된 지 1년 후, 히컵, 그의 나이트 퓨리 투슬리스, 그리고 그들의 드래곤 라이더 동료들은 계속해서 붙잡힌 용들을 버크로 데려오기 위해 구출한다. 그러나 섬은 용으로 과포화 상태가 되었고, 드래곤 사냥꾼들의 끊임없는 공격에 직면한다. 이에 히컵은 돌아가신 아버지 스토이크가 한때 말했던 용들의 안전한 안식처인 "히든 월드"를 찾기를 원한다. 한편, 군벌들에게 붙잡혀 있던 흰색 암컷 라이트 퓨리는 악명 높은 드래곤 사냥꾼 그림멜에게 미끼로 주어져, 그가 군벌들의 알파로 사용할 투슬리스를 잡도록 한다.
투슬리스는 숲에서 라이트 퓨리를 발견하고, 그녀와 매료되지만 히컵과 아스트리드가 근처에 있음을 감지하고 달아난다. 나중에 히컵과 터프넛은 그림멜의 드래곤 덫을 발견한다. 그날 밤, 그림멜은 히컵을 찾아와 거의 모든 나이트 퓨리를 멸종시켰다고 자랑하며 투슬리스를 요구한다. 매복을 준비했던 히컵은 그림멜과 대치하고, 그림멜은 그의 데스그리퍼 드래곤들이 히컵의 집과 버크를 파괴하는 동안 탈출한다. 히컵은 이어서 시민들과 용들을 이끌고 사냥꾼들로부터 안전하게 히든 월드를 찾기 위해 떠난다.
여정 중, 버크인들은 처음에는 쉬려고 계획했던 섬을 발견하지만, 곧 그곳에 정착하기 시작하고 그곳을 "뉴 버크"라고 명명한다. 투슬리스가 혼자 날지 못하는 것이 라이트 퓨리와의 관계 발전을 방해하는 것을 본 히컵은 그를 위해 자동 꼬리 지느러미를 다시 만든다. 그것을 받자마자, 투슬리스는 라이트 퓨리를 만나고 그녀와 함께 미지의 땅으로 날아간다. 정찰 비행 중, 발카는 그림멜의 접근하는 군대를 발견하고 히컵에게 보고한다. 히컵과 드래곤 라이더들은 그림멜을 잡기 위해 가지만, 그의 덫에 걸려 러프넛을 제외하고는 간신히 탈출한다. 러프넛은 그림멜을 짜증 나게 하여 그가 그녀를 놓아준다.
히컵, 아스트리드, 스톰플라이는 투슬리스를 찾아 히든 월드를 발견하고, 그곳에서 투슬리스는 라이트 퓨리를 짝으로 하여 용들의 우두머리가 되어 있다. 그곳의 용들이 히컵과 아스트리드를 발견하자, 그들은 그들을 공격하지만 투슬리스가 그들을 구하고 뉴 버크로 돌아온다. 히컵은 인간들이 히든 월드에서는 침입자이며 안전하지 않다는 것을 깨닫는다. 러프넛이 돌아오지만, 자신도 모르게 그림멜을 그들에게로 이끈다. 그는 투슬리스와 투슬리스를 따라 섬으로 돌아왔던 라이트 퓨리를 붙잡는다. 그림멜은 투슬리스의 알파 지위를 이용하여 라이트 퓨리를 죽이겠다고 위협하여 버크의 용들을 붙잡는다.
아스트리드의 지원을 받아 히컵은 드래곤 라이더들과 합류하여 그림멜과 그의 군대를 저지한다. 그들은 윙슈트를 타고 활공하며 그림멜의 군대를 기습하여 용들을 구출하기 위한 전투를 벌인다. 스톰플라이의 도움을 받은 히컵은 투슬리스를 풀어주고, 그림멜은 라이트 퓨리에게 약을 먹이고 그녀와 함께 날아간다. 히컵과 투슬리스는 그림멜을 쫓아 번개로 그의 데스그리퍼들을 물리치지만, 그림멜은 공중에서 투슬리스에게 진정제를 먹여 그를 떨어뜨린다. 도움이 필요하다는 것을 깨달은 히컵은 라이트 퓨리를 풀어주고 그녀에게 투슬리스를 구하도록 재촉한 다음 그림멜과 함께 바다로 떨어진다. 라이트 퓨리는 투슬리스를 구하고 히컵을 구하러 돌아오며, 히컵은 그림멜이 붙잡고 있던 의족을 제거하고 그대로 떨어진다.틀:!-- DO NOT CHANGE: WATER DOES NOT CUSHION ALL FALLS -- 섬으로 돌아온 투슬리스와 히컵은 용들이 인간 세상에서 안전하지 않으며 인간들은 히든 월드에 들어갈 수 없다는 것을 인정한다. 히컵은 버크인들이 용들을 히든 월드로 풀어주면서 투슬리스에게 작별 인사를 한다. 3개월 후, 히컵과 아스트리드는 결혼하여 뉴 버크의 족장이 된다.
9년 후, 투슬리스와 라이트 퓨리는 짝짓기를 하여 나이트 라이츠라는 세 마리의 하이브리드 드래곤 새끼를 낳았다. 히컵, 아스트리드, 그리고 그들의 두 자녀는 바다를 건너 히든 월드 가장자리에 있는 그들을 방문한다. 그의 아들과 딸을 오랜 친구에게 소개한 후, 히컵과 아스트리드는 라이트 퓨리와 그들의 새끼들과 함께 투슬리스와 스톰플라이를 타고 아이들을 비행시킨다. 히컵은 인간과 용이 평화롭게 공존할 준비가 될 때까지 용들은 숨겨져 있을 것이며 버크인들은 그들의 비밀을 지킬 것이라고 맹세한다.

## 출연진

### 주연
- 제이 바루첼 - 히컵 역
- 아메리카 페레라 - 아스트리드 역
- 케이트 블란쳇 - 발카 역
- 킷 해링턴 - 에렛 역
- 크레이그 퍼거슨 - 고버 역
- F. 머리 에이브러햄 - 그림멜 역

### 조연
- 제라드 버틀러 - 스토이크 역
- 크리스틴 위그 - 러프넛 역
- 조나 힐 - 스노트 역
- 크리스토퍼 민츠플라스 - 피쉬레그스 역

### 단역
- 올라뷔르 다리 올라프손 - 라그나르 더 락 역

### 한국어 더빙
- 오승윤 - 히컵 역
- 김서영 - 아스트리드 역